# Nordic Mobile Telephone
Nordic Mobile Telephone (NMT) was een vroege standaard voor analoge mobiele telefonie die ontwikkeld werd door de gelijknamige organisatie Nordic Mobile Telephone Group. Deze groep was samengesteld uit Zweedse, Deense, Noorse en Finse ingenieurs.

## Geschiedenis
In 1967 suggereerde Carl-Gösta Åsdal – de toenmalige hoofdingenieur bij de Zweedse nationale telefoonmaatschappij Televerket – de ontwikkeling van een nationaal netwerk voor mobiele telefoons en semafoons dat hoe dan ook het met het vaste telefoonnet verbonden zou zijn. Na verdere haalbaarheidsstudies door de radio labs van Televerket, besliste men dat de realisatie van zo'n ambitieus project externe samenwerking vereiste. Daartoe richtten ze in 1969 de Nordic Mobile Telephone Group op.
Het doel van de groep was het ontwerpen van een standaard voor een cellulair mobiel netwerk. De uiteindelijke NMT-standaard legde vast hoe de verschillende delen van dit cellulaire systeem zouden samenwerken. Deze standaardisatie maakte het mogelijk om te roamen tussen de verschillende deelnemende Noorse landen. Verschillende landen – waaronder België, Nederland, Spanje en Oostenrijk – namen deze standaard over. Andere landen zoals Duitsland, Frankrijk, Italië en het Verenigd Koninkrijk gaven voorkeur aan hun eigen nationale systeem.
NMT was echter een analoog systeem. In navolging van het succes van NMT, onderzochten de NMT-landen en Nederland de technische en politieke haalbaarheid van een digitaal cellulair mobiel telefoonsysteem. Dit initiatief leidde tot de oprichting van de Groupe Spécial Mobile (GSM).

## NMT-450
NMT-450, zo genoemd naar de frequentieband waarin het systeem werkte (450 MHz) werd in Nederland in 1985 geïntroduceerd onder de naam ATF-2, met ATF als afkorting van autotelefoon, zo genoemd naar het meest voorkomende gebruik ervan. Dit netwerk had een beperkt aantal kanalen en dus een beperkte capaciteit. In de dunbevolkte Scandinavische landen had men slechts dekking in stedelijke gebieden.

## NMT-900
Door gebruik te maken van de 900 MHz-band konden meer kanalen worden gebruikt. Denemarken, een relatief dichtbevolkt Scandinavisch land, had deze ontwikkeling gestimuleerd. In december 1986 werd NMT-900 tegelijkertijd in alle Scandinavische landen ingevoerd, kort daarna gevolgd door Zwitserland. Nederland volgde in 1988. Het Nederlandse net bleef in gebruik (ook aangeduid als ATF-3) tot 1 oktober 1999.